# Акваріум Стамбула
Акваріум Стамбула (тур. Istanbul Akvaryum) — великий океанаріум у Стамбулі, Туреччина. Був відкритий у квітні 2011 року. Член Світової асоціації зоопарків і акваріумів. Розташований у районі Флор'я на південно-західному узбережжі Стамбула, за 5 км від Міжнародного аеропорту імені Ататюрка.

## Опис
Будівництво акваріума розпочато у 2003 році, завершено у 2011 році. Стамбульський акваріум займає провідні позиції серед світових океанаріумів завдяки своєму об'єму і різноманітності видів риб. Відвідувачі йдуть маршрутом, який включає шістнадцять тематичних зон, що охоплюють природні зони від Чорного моря у напрямку Тихого океану, а також тропічний ліс. Всі живі істоти в акваріумі утримуються в умовах, які відтворюють природне середовище їх проживання. Океанаріум був розроблений міжнародною компанією «OCEAN Projects».

### У цифрах
- Об'єм води: 6800 м³; 64 акваріуми в цілому;
- Двоповерхова будівля із загальною площею 22 000 м² на 100 гектарах землі;
- Парковка понад 32 000 м² на 1200 транспортних засобів;
- Площа тематичних приміщень для відвідування — 6000 м²;
- 1,2 км маршрут подорожі, що проходить від «Чорного моря» до «Тихого океану»;
- Приблизно 1500 видів, загальна кількість — 15 000[3] сухопутних і морських істот;
- Сувенірний магазин площею 470 м²;
- 3 їдальні; 1 ресторан, з одного боку з краєвидом на імітований «Панамський канал», з іншого — на море;

## Галерея

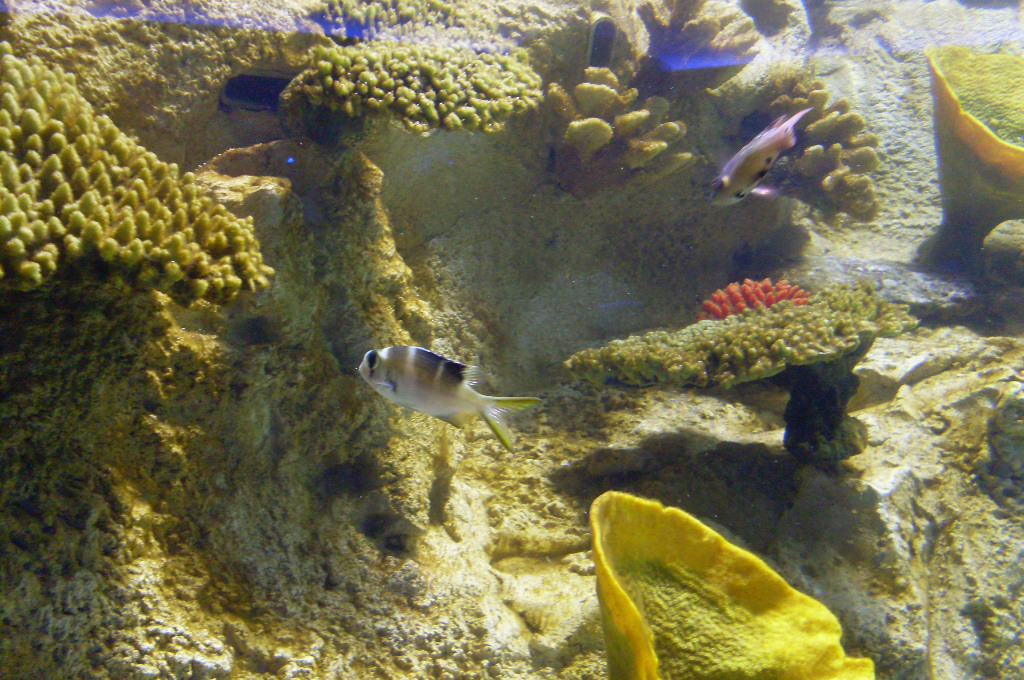
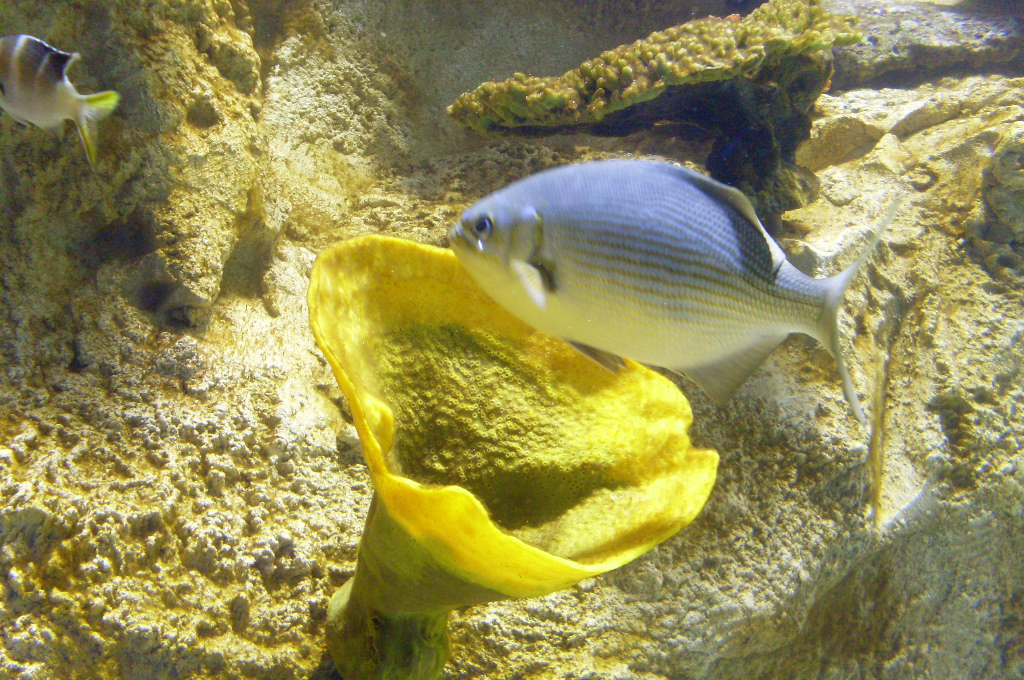
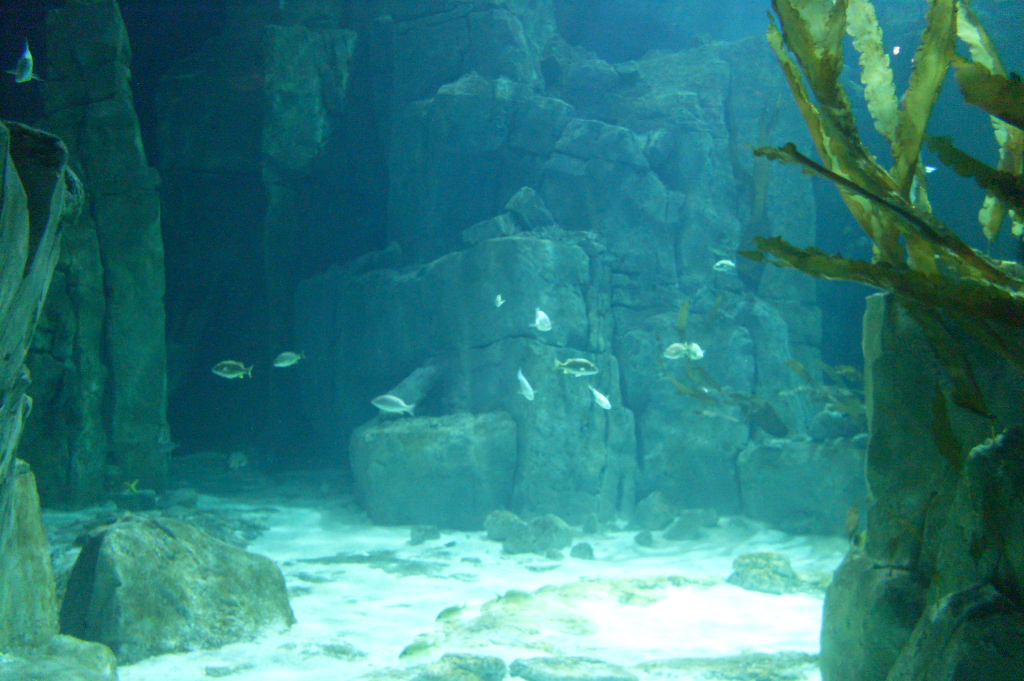
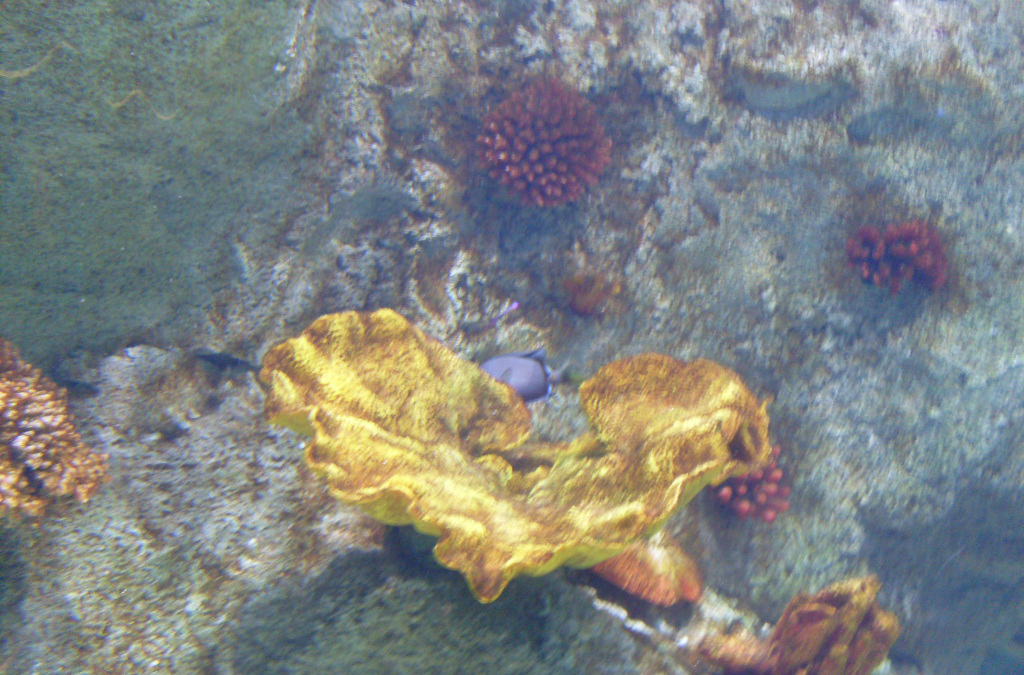
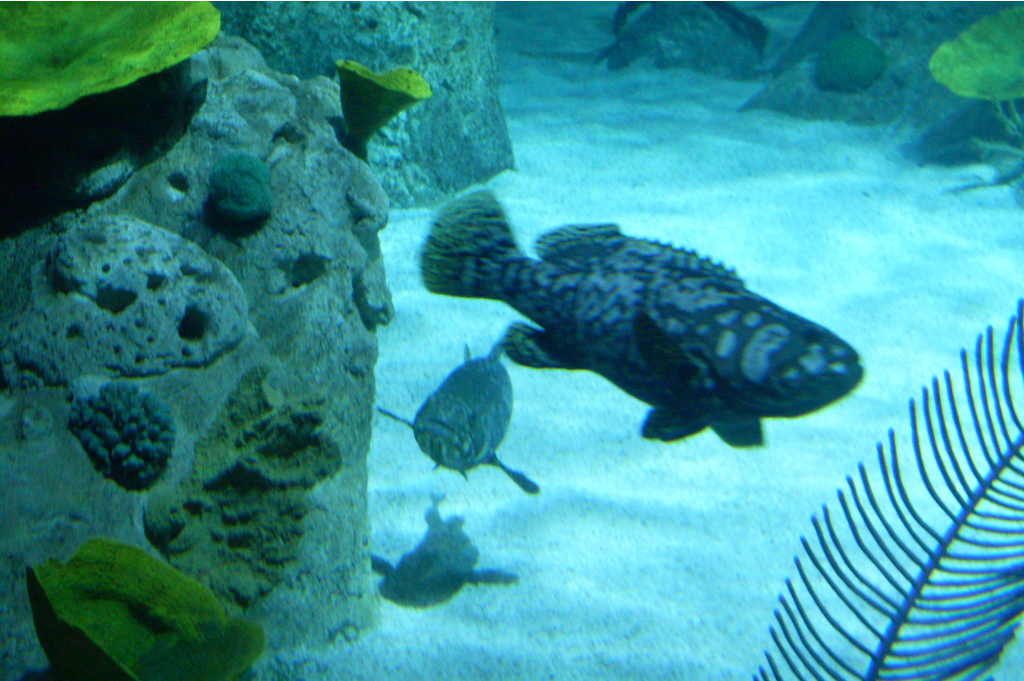
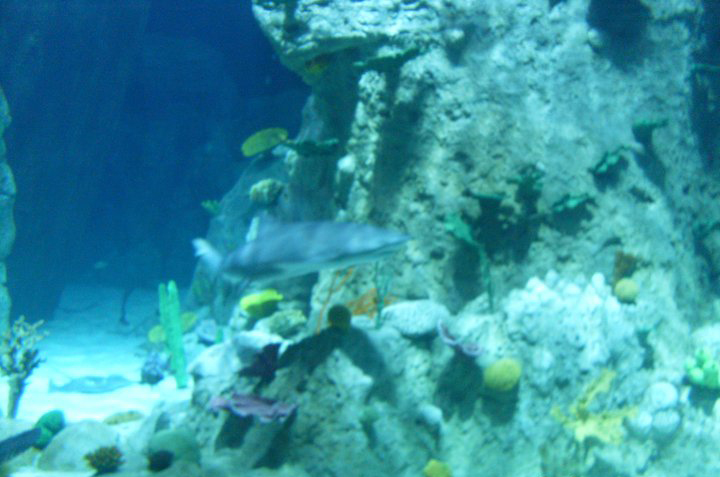
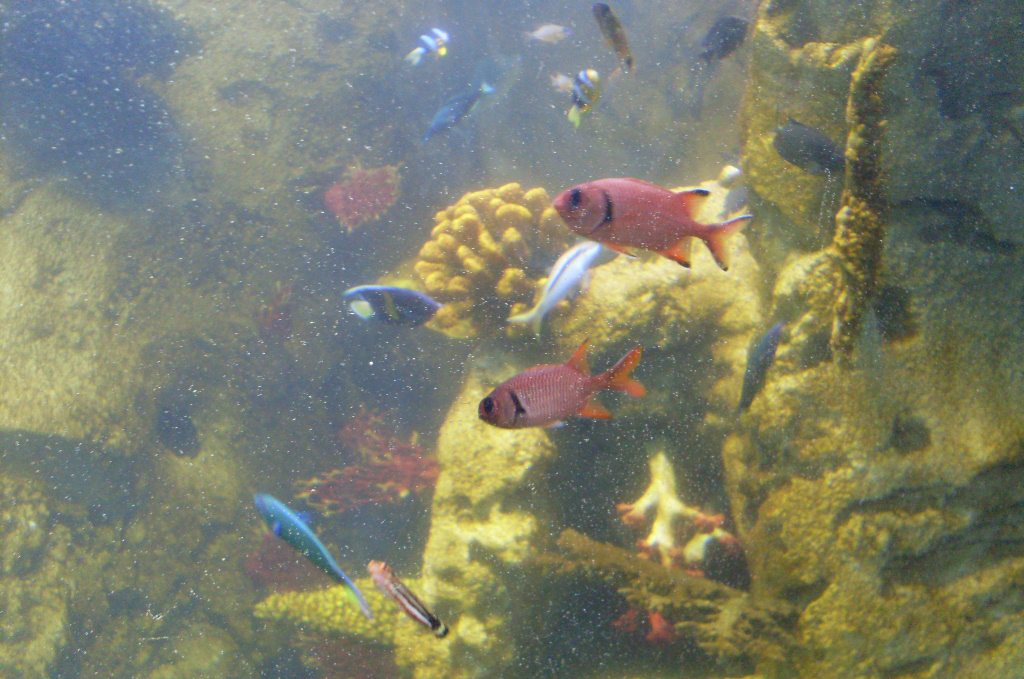
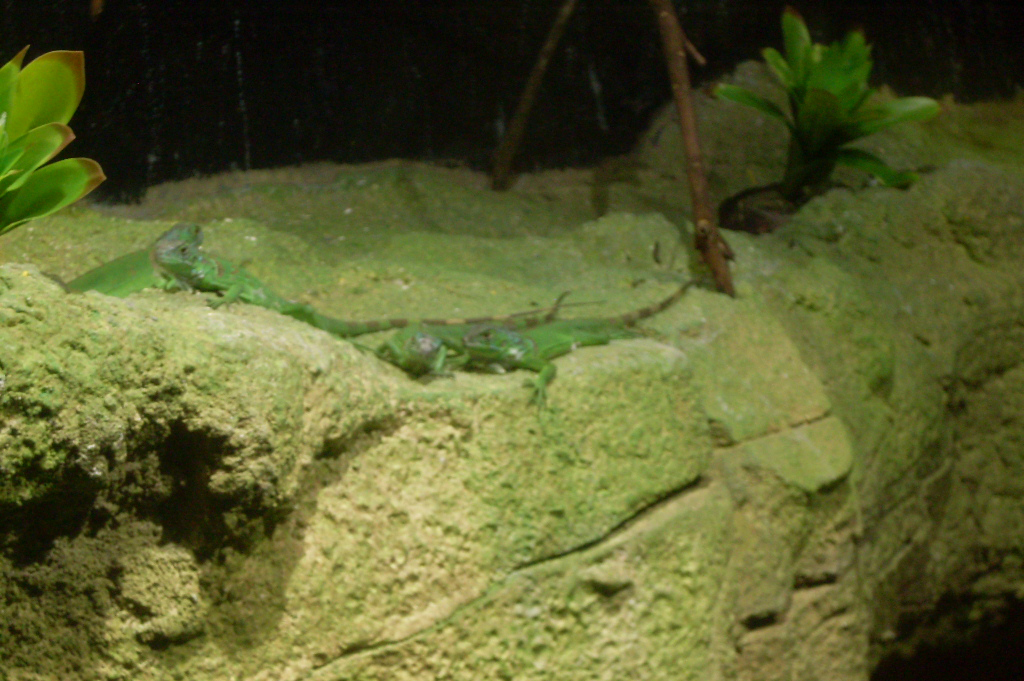
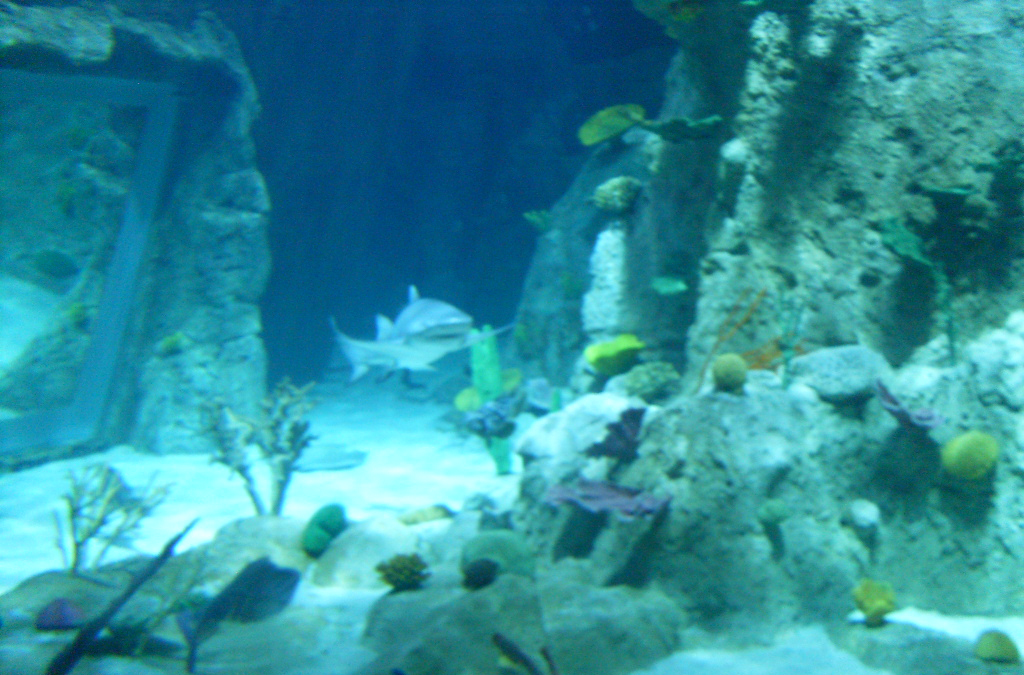
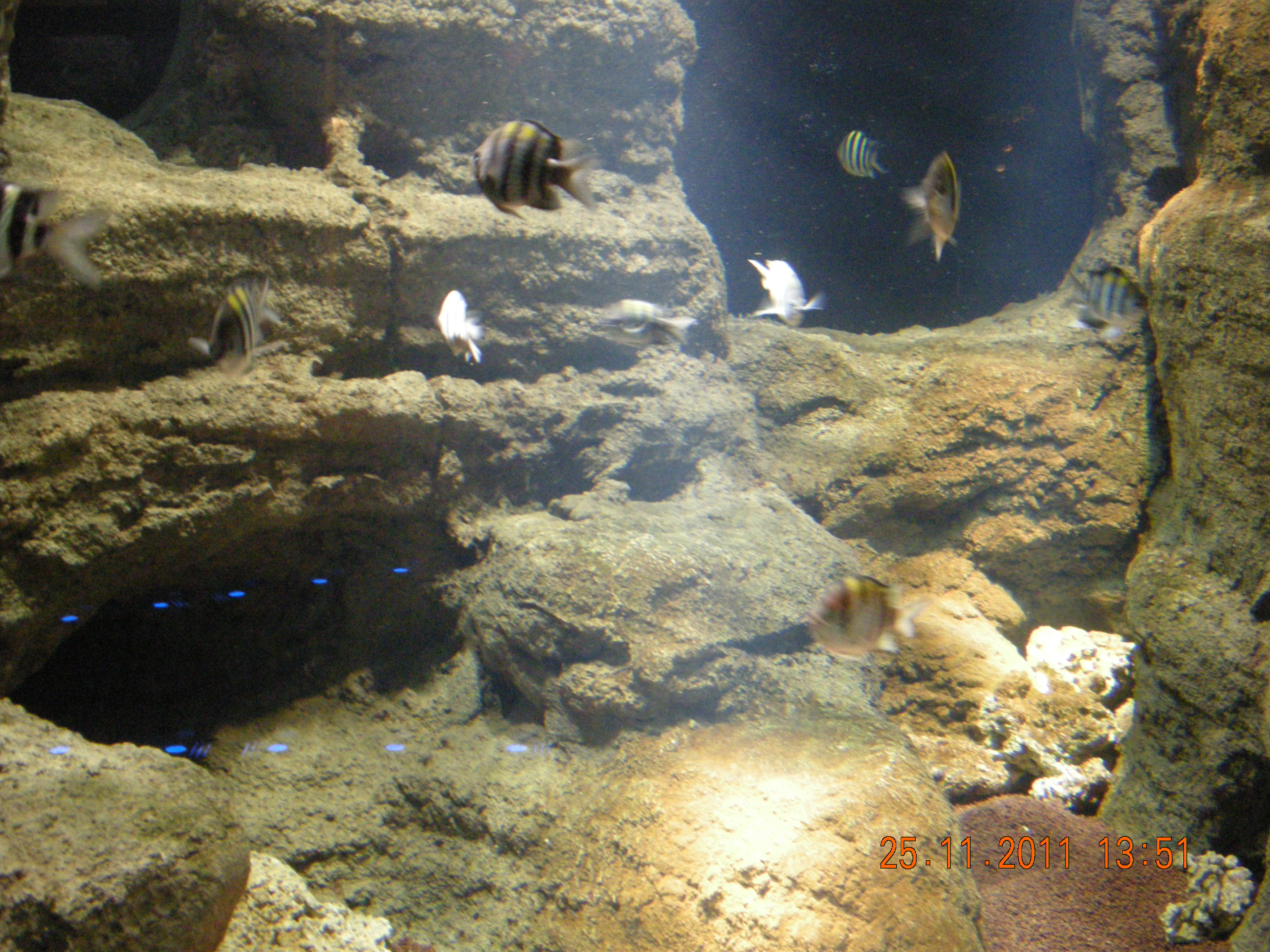
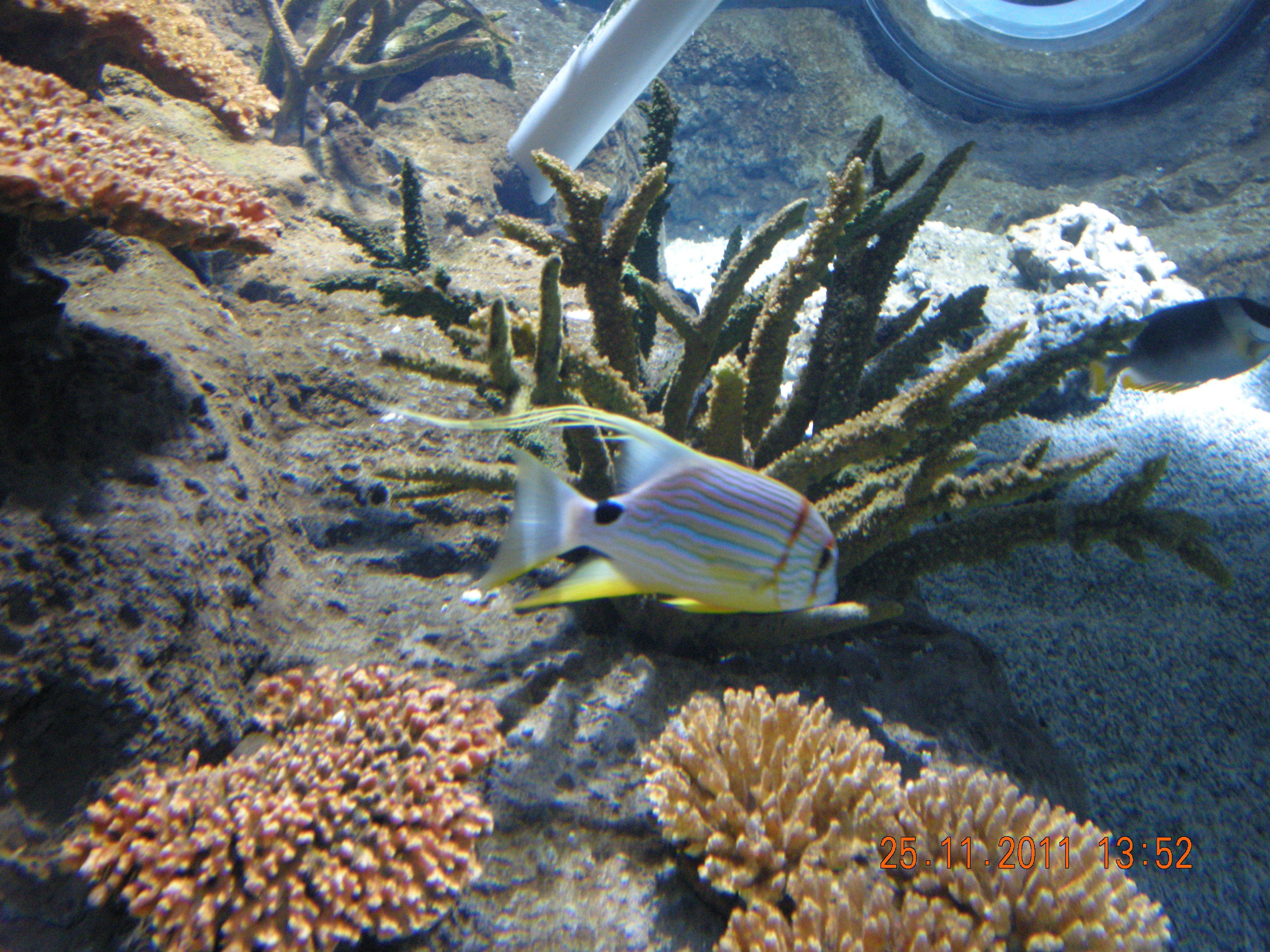
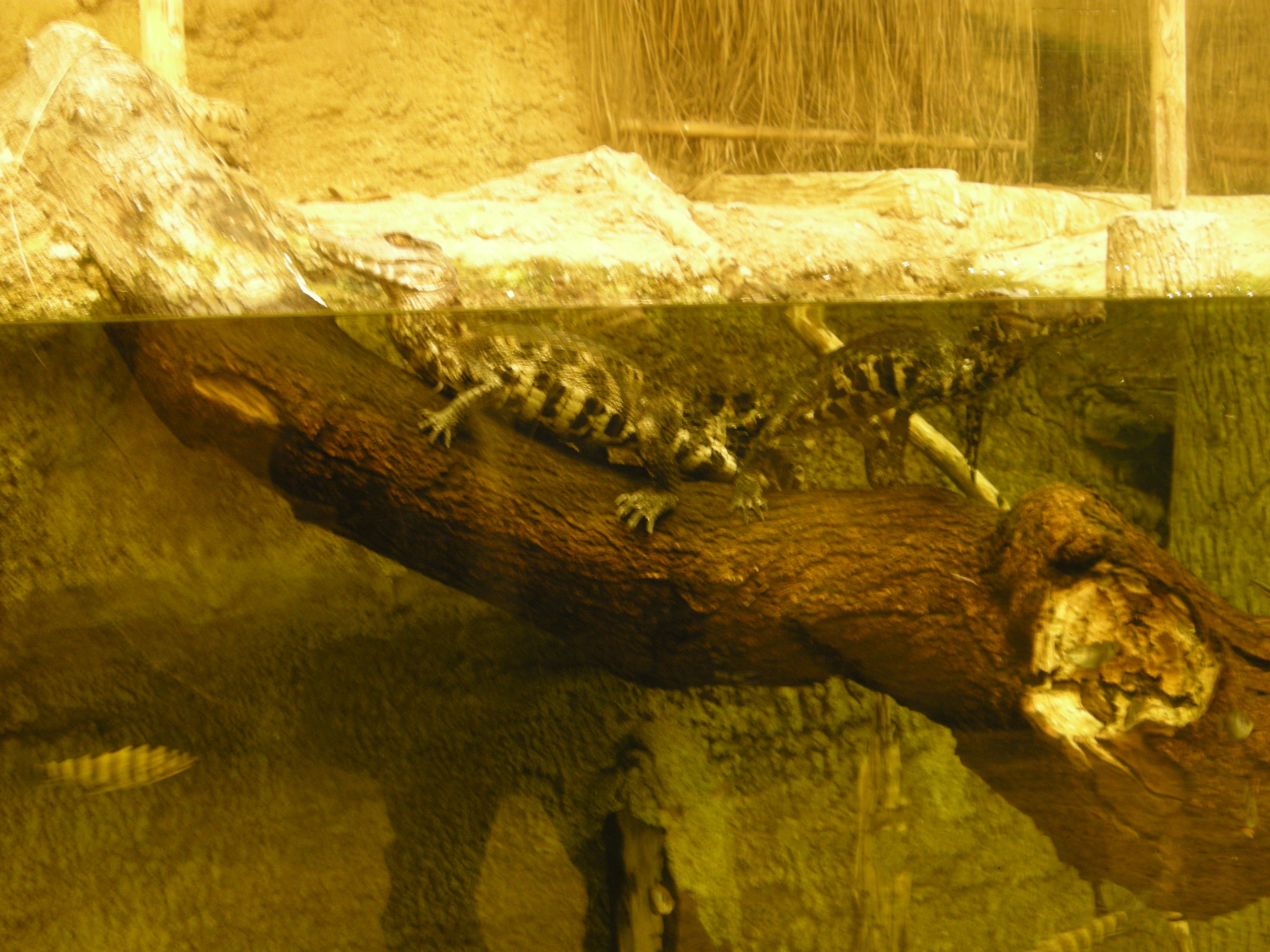
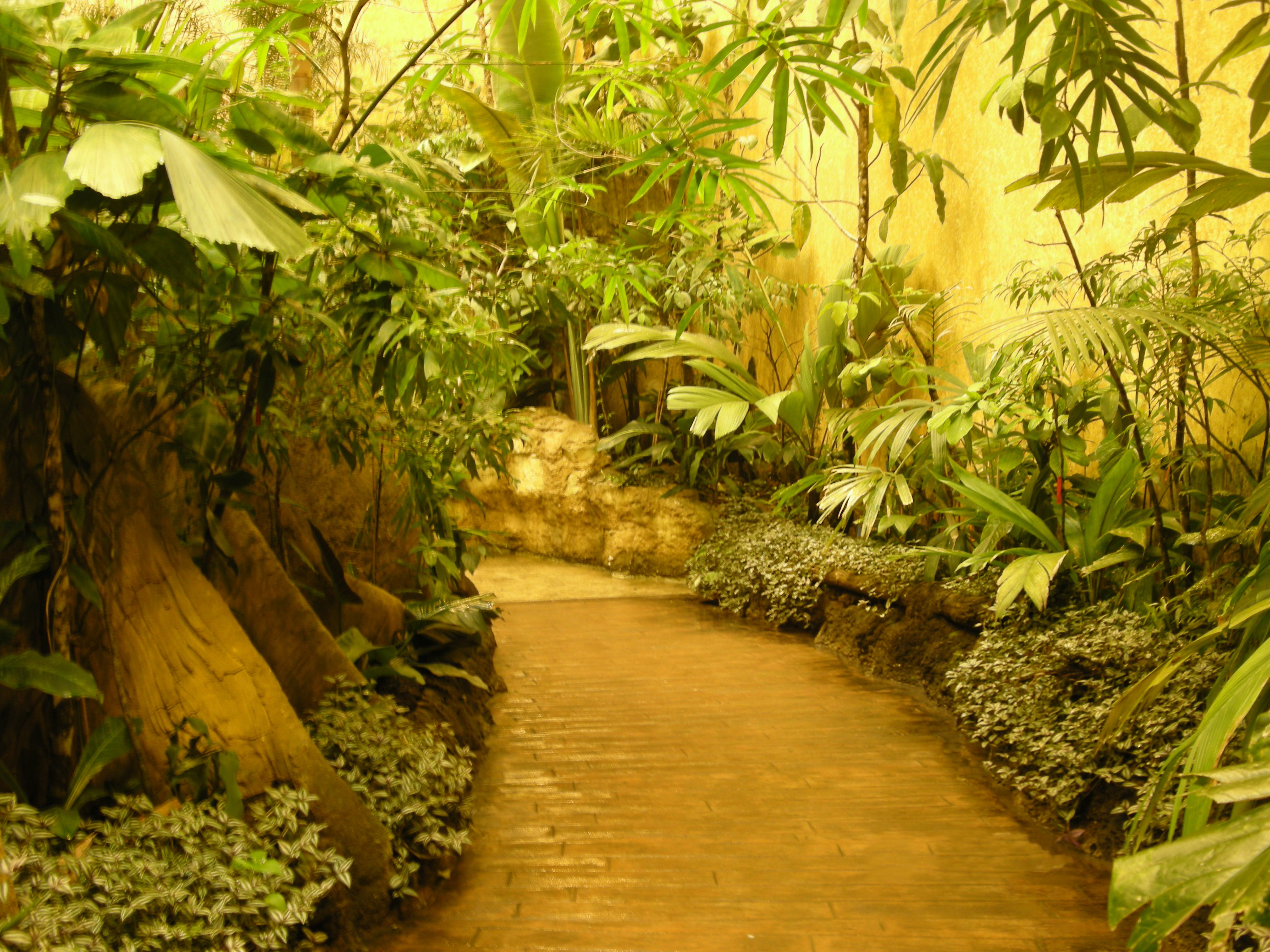
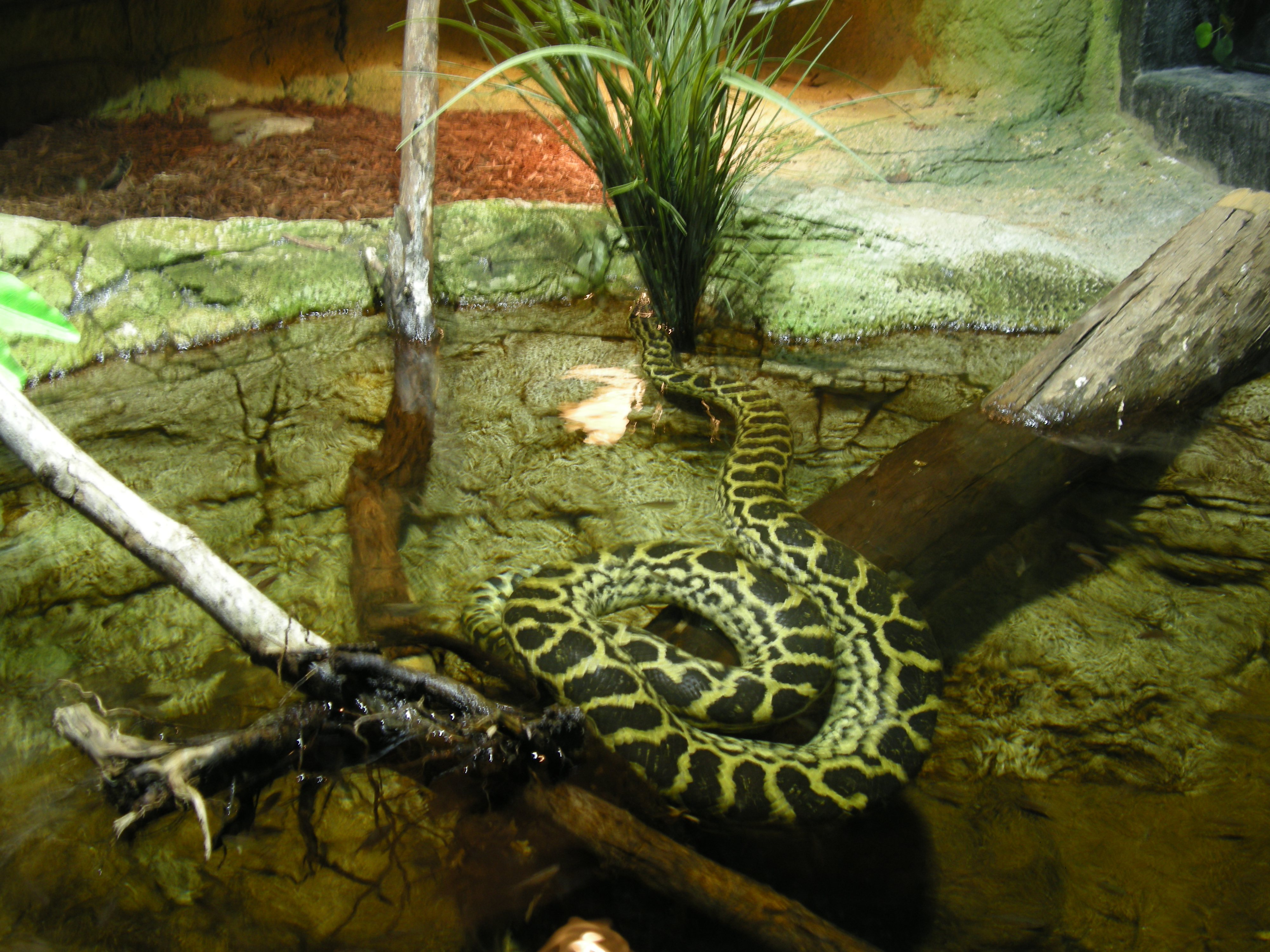
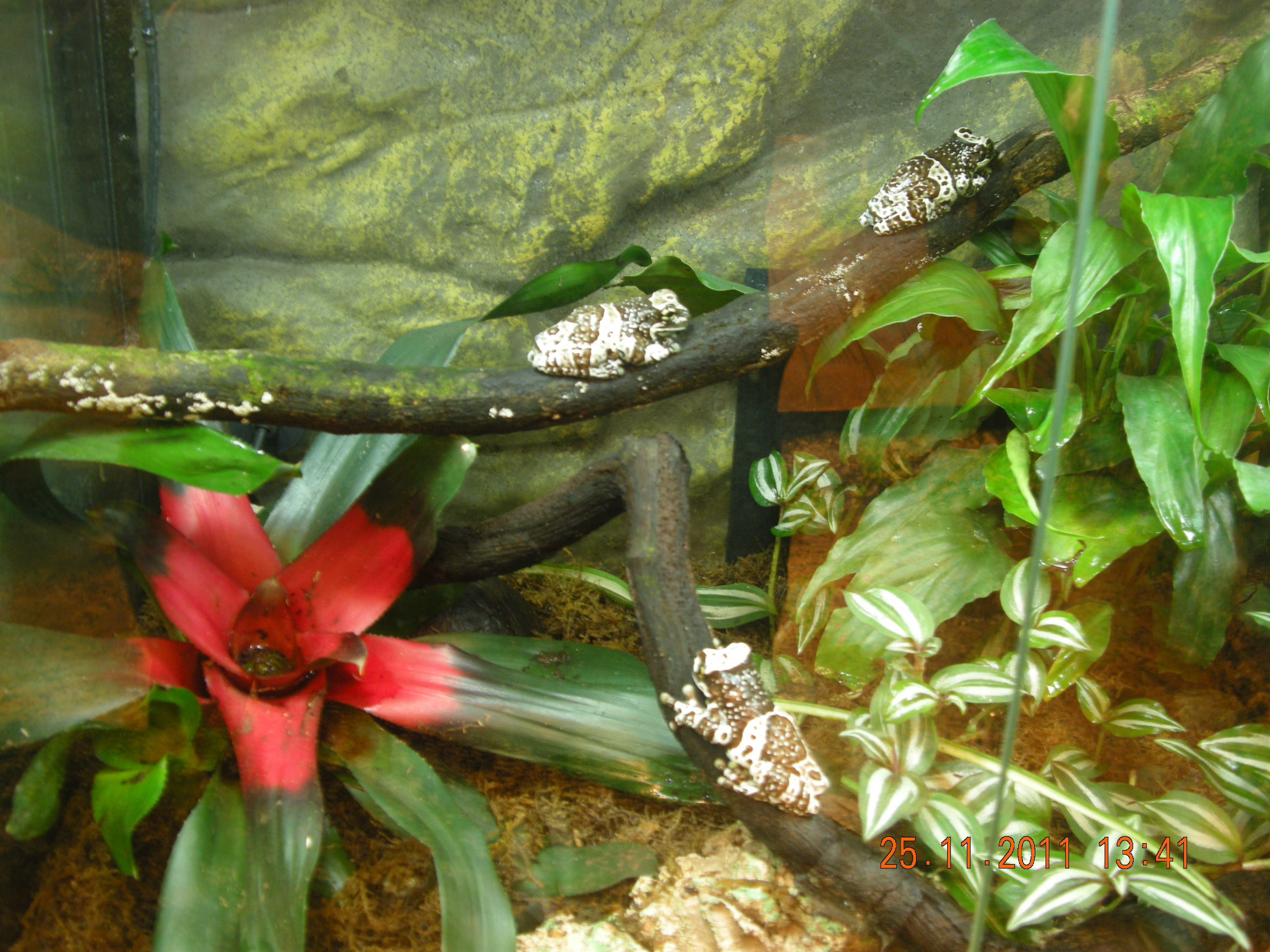